# جبل شاعر
جبل شاعر يقع في حماة في سوريا. يبلغ ارتفاعه 1215 م، يقع في المرتبة 2 ضمن قائمة أعلى جبال حماة وفي المرتبة 186 ضمن قائمة أعلى جبال سوريا.